# Gradašnica (miasto Pirot)
Gradašnica (cyr. Градашница) – wieś w Serbii, w okręgu pirockim, w mieście Pirot. W 2011 roku liczyła 362 mieszkańców.